# Альбрехт II (маркграф Мейсена)
А́льбрехт II Него́дный (нем. Albrecht II. der Entartete; 1240 — 20 ноября 1314, Эрфурт) — пфальцграф Саксонии в 1265—1281 годах, ландграф Тюрингии в 1265—1294 годах, маркграф Мейсена в 1265—1293 годах, сын маркграфа Генриха III Светлейшего и Констанции, дочери Леопольда VI, герцога Австрии.

## Биография
Он находился в постоянных войнах с отцом, братом и сыновьями своими от первого брака. Поводом к этим войнам послужил делёж земель, совершённый Генрихом Светлейшим в 1265 году, по которому Альбрехт получил Тюрингию и саксонский Пфальц, а его брат Дитрих — маркграфство Ландсберг и Остерланд; себе же отец оставил маркграфство мейсенское и Нижнюю Лузацию.
Альбрехт управлял своими владениями благополучно до тех пор, пока не объявил своим наследником в Тюрингии своего сына от второго брака, Апица, уступив в этом случае настояниям своей второй жены Кунигунды Эйзенбергской, на которой он женился в 1272 году по смерти своей жены Маргариты, дочери императора Фридриха II; сыновей от первого брака он наделил плейснерскими владениями. Последствием этого распоряжения была кровавая война, которую сыновья затеяли против отца и которая продолжалась с переменным успехом до тех пор, пока Фридрих Укушенный не взял отца своего, Альбрехта, в плен, возвратя ему свободу на тяжких условиях, по договору, заключённому в Рохлице 1 января 1289 года.
Альбрехт, вопреки ясно выраженному им обещанию, из ненависти к сыновьям своим продал в 1291 году маркграфство Ландсберг Бранденбургу, ландграфство Тюрингское и Остерланд — императору германскому, Адольфу Нассаускому, но Адольф и преемник его Альбрехт I не могли долго удержать за собою этих приобретений. Фридрих Укушенный по смерти своего брата Дитриха (Дицмана), умершего скоропостижно в Лейпциге в 1307 году, и после убиения императора Альбрехта в 1308 году сделался единственным владетелем Тюрингии, Мейсена и Остерланда.
Альбрехт скончался в Эрфурте 13 ноября 1314 года.

## Браки и дети
- 1-я жена: с 1254/1255 Маргарита Сицилийская (январь 1237—8 августа 1270), дочь императора Фридриха II
  - Генрих (12 марта 1256—1282), сеньор Плейзенлендеса; жена: с 1271/1272 Ядвига (ок.1252—?), дочь Генриха, князя Вроцлавского
  - Фридрих I Укушенный (1257—16 ноября 1323), пфальцграф Саксонии с 1281, ландграф Тюрингии с 1291, маркграф Мейсена с 1307
  - Дитрих III (Дицман) (1260—10 декабря 1307), ландграф Тюрингии (Дитрих I) с 1299, маркграф Нидерлаузица 1293—1304, маркграф Остерланда с 1291
  - Маргарита (ум. после 1273)
  - Агнес (до 1264—после 1332); муж: с 1282 Генрих I (1261—7 сентября 1322), герцог Брауншвейг-Грубенхагена
- 2-я жена: с 1272 Кунигунда фон Эйзенберг (1245—31 октября 1286)
  - Альбрехт (Апиц) (1270—1301/1305)[1], сеньор Теннеберга
  - Елизавета (ум. после 28 сентября 1293); муж: до 11 апреля 1291 Генрих III фон Франкенштейн
- 3-я жена: до 1 октября 1290 Елизавета (1260—до 24 марта 1333), дочь Германа III, графа фон Орламюнде, вдова Гартмана XI, графа фон Лобдебунг-Арнсгаук